# Leucemia linfoblástica aguda de precursores de células B
La leucemia linfoblástica aguda de precursores de células B es un tipo de leucemia linfoide aguda que afecta en particular los precursores de los linfocitos B que están localizados en la médula ósea. Constituyen cerca del 85 % de los casos de leucemia linfoblásticas agudas.
Es posible clasificarlas de acuerdo a diversos parámetros. Desde la clasificación de la FAB que la definía en L1, L2 y L3 por características microscópicas hasta por criterios moleculares. 
La nueva clasificación de la OMS toma en cuenta estos parámetros moleculares para establecer los diferentes grupos .

## Clasificación
En 2016 la OMS publicó una revisión a la clasificación de las leucemias publicada en 2008. En esta nueva clasificación se toma cada vez más importancia a las anomalías genéticas que definen la biología de cada leucemia.
Los grupos que se incluyen son:
Leucemia linfloblástica-B / linfoma
No especificada de otra manera (corresponde a los criterios previos de la FAB: L1, L2, L3. se decide abandonar cada vez más esta debido a que no predice de buena manera el pronóstico del paciente)
Con anomalías cromosómicas recurrentes:
-t(9;22)(q34.1;q11.2);BCR-ABL1
-t(v;11q23.3); con rearreglo de KMT2A
-t(12;21)(p13.2;q22.1); ETV6-RUNX1
-con hiperploidia, a menudo relacionada con el aumento de la dosis relativa de los cromosomas 10, 14, 18 y 21.
-con hipoploidia, a menudo relacionada con la pérdida de todos los cromosomas excepto los cromosomas 10, 14, 18 y 21.
-t(5;14)(q31.1;q32.3); IL3-IGH
-t(1;19)(q23;p13.3); TCF3-PBX1
-Entidad provisional: BCR-ABL1-like
-Entidad provisional: con iAMP21

## Inmunofenotipo
Los precursores de linfocitos B afectados tienen una serie de receptores en su membrana, lo cual permite identificar el tipo de leucemia como una leucemia linfoblástica precursora aguda de células B. Las más notorias son:
- Tdt +[3]
- CD19, 10, 22, 20,[4] 79, y 45

## Científicos logran transforman células de cáncer en glóbulos blancos
Científicos de la Universidad Stanford en Estados Unidos lograron transformar células de un cáncer en la sangre en inofensivos glóbulos blancos.
Este descubrimiento se realizó por casualidad cuando científicos aislaron en el laboratorio células cancerosas de un paciente con leucemia linfoblástica de células B precursoras. Los científicos dotaron con todo tipo de nutrientes a las células cancerosas para intentar mantenerlas con vida y estudiarlas. Hasta que uno de los investigadores, Scott McClellan, se percató de que las células dañinas se estaban convirtiendo en células defensivas.
Al estudiar las nuevas células descubrieron que a pesar de que conservan algunas de las características de sus padres cancerosos no eran capaces de desencadenar la enfermedad en ratones modificados para no tener defensas.
Se ha aclarado que el descubrimiento no se ha hecho sobre células cancerosas tomadas directamente de pacientes, sino de cultivos de células multiplicadas una y otra vez en laboratorios a partir de una muestra original.